# Junkers Ju 290
O Junkers Ju 290 foi avião alemão usado como avião de transporte de longa distância, patrulha marítima e bombardeiro pela Luftwaffe na Segunda Guerra Mundial. Foi desenvolvido a partir do Junkers Ju 90.

## Imagens

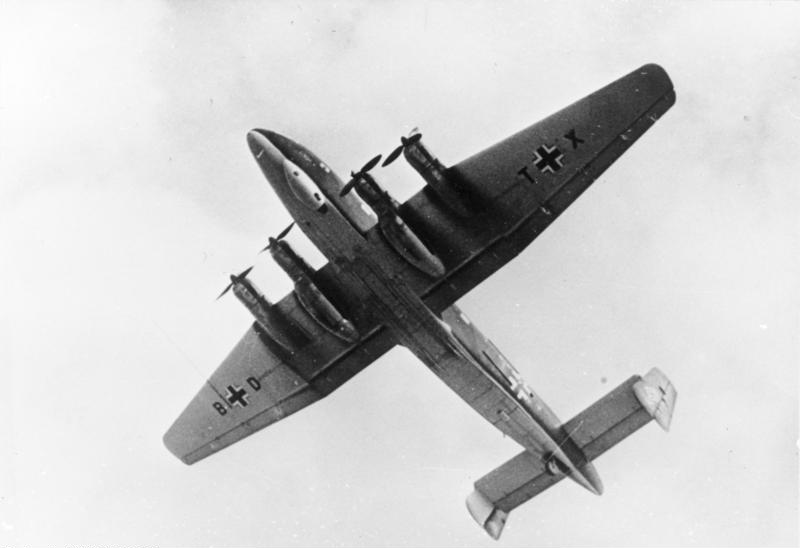
Protótipo do Junkers Ju 290 V1, em voo em 1942.
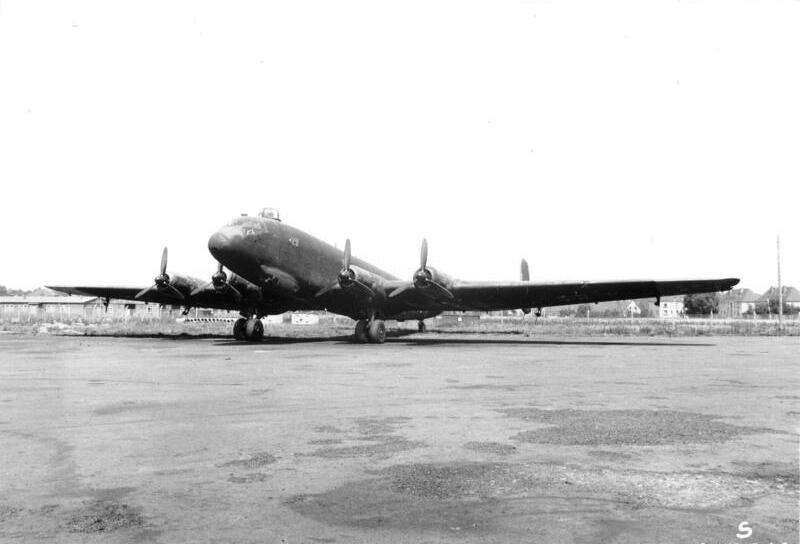
Junkers Ju 290 A-3

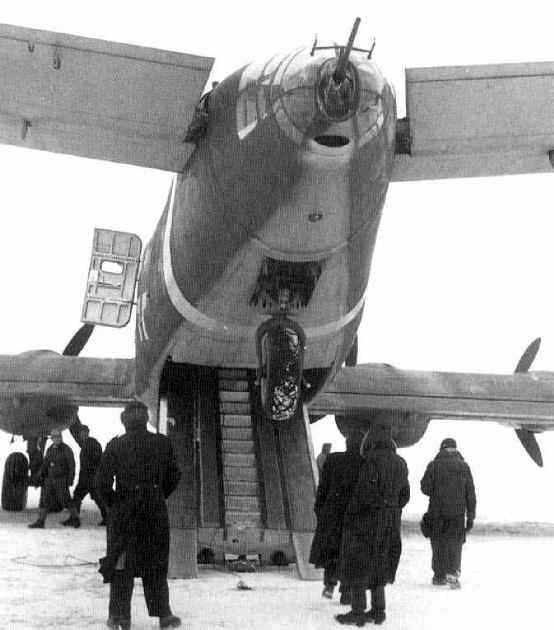
Ju 290 capturados...
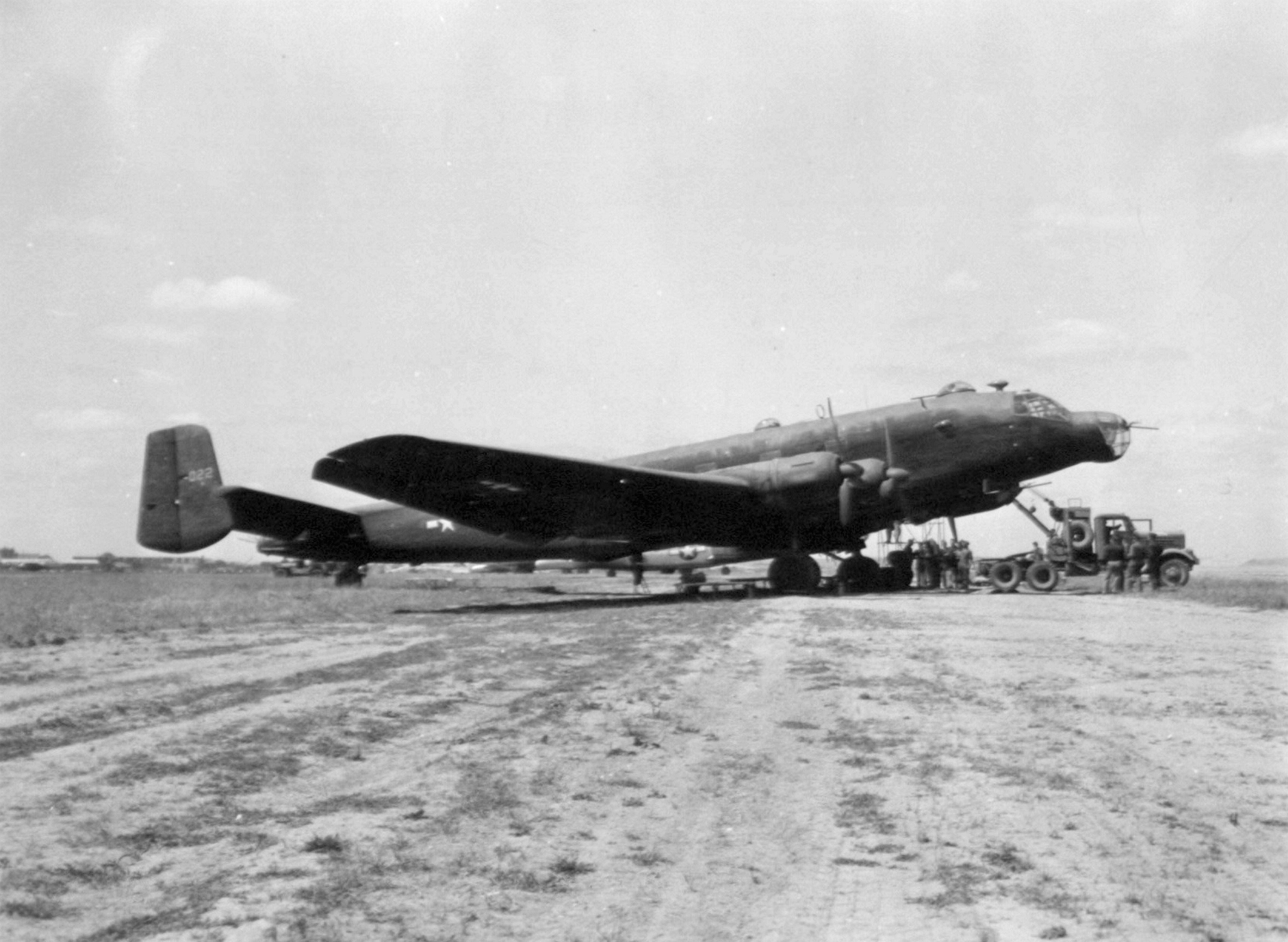
...por forças americanas.